# Plainview (Texas)
Plainview es una ciudad ubicada en el condado de Hale en el estado estadounidense de Texas. En el Censo de 2010 tenía una población de 22194 habitantes y una densidad poblacional de 621,13 personas por km².

## Geografía
Plainview se encuentra ubicada en las coordenadas 34°11′27″N 101°43′24″O / 34.19083, -101.72333. Según la Oficina del Censo de los Estados Unidos, Plainview tiene una superficie total de 35.73 km², de la cual 35.73 km² corresponden a tierra firme y (0%) 0 km² es agua.

## Demografía
Según el censo de 2010, había 22194 personas residiendo en Plainview. La densidad de población era de 621,13 hab./km². De los 22194 habitantes, Plainview estaba compuesto por el 68.54% blancos, el 5.19% eran afroamericanos, el 1.07% eran amerindios, el 0.49% eran asiáticos, el 0.09% eran isleños del Pacífico, el 20.97% eran de otras razas y el 3.65% pertenecían a dos o más razas. Del total de la población el 59.57% eran hispanos o latinos de cualquier raza.

## Educación
El Distrito Escolar Independiente de Plainview gestiona las escuelas públicas de Plainview.

## Hermanamientos
- Aguascalientes Pabellón de Arteaga (2014)[6]